# Zhang Xiaoye
Zhang Xiaoye est un météorologue chinois né en juin 1963, chercheur et directeur de doctorat à l'Académie chinoise des sciences météorologiques.
Il est élu coprésident du groupe no 1 du GIEC en 2023.

## Biographie
Zhang est né à Pékin, en juin 1963. 
Il obtient en 1986 un baccalauréat en sciences de l'Université du Nord-Ouest (Chine) et en 1995 un doctorat en sciences de l'Université de Nanjing. 
En avril de la même année, il devient chercheur à l’Académie chinoise des sciences (ASC). 
Il a occupé la position de chercheur invité à l'université du Rhode Island, à l'université d'Hawaï et à l'université du Nouveau-Mexique. 
Il a occupé le poste de directeur adjoint de l'Institut de l'environnement terrestre de l'Académie chinoise des sciences et de vice-président de l'Académie chinoise des sciences météorologiques.
Il est auteur principal du chapitre 7, « Couplages entre les changements du système climatique et la biogéochimie », dans le quatrième rapport d'évaluation du GIEC.
Il est auteur principal du chapitre 8 « Nuages et aérosols » du cinquième rapport d'évaluation du groupe de travail du GIEC.
Il est élu coprésident du groupe de travail 1 du Groupe d’experts intergouvernemental sur l’évolution du climat en 2023, avec Robert Vautard. Ce groupe évalue les aspects scientifiques du système climatique et du changement climatique.

## Honneurs et récompenses
- 1998 : Fonds national de recherche scientifique pour les jeunes chercheurs distingués
- 2001 : Fonds national de recherche scientifique pour les jeunes chercheurs distingués
- 22 novembre 2019 : Membre de l' Académie chinoise d'ingénierie (CAE) [5]